# Kersaint (Landunvez)

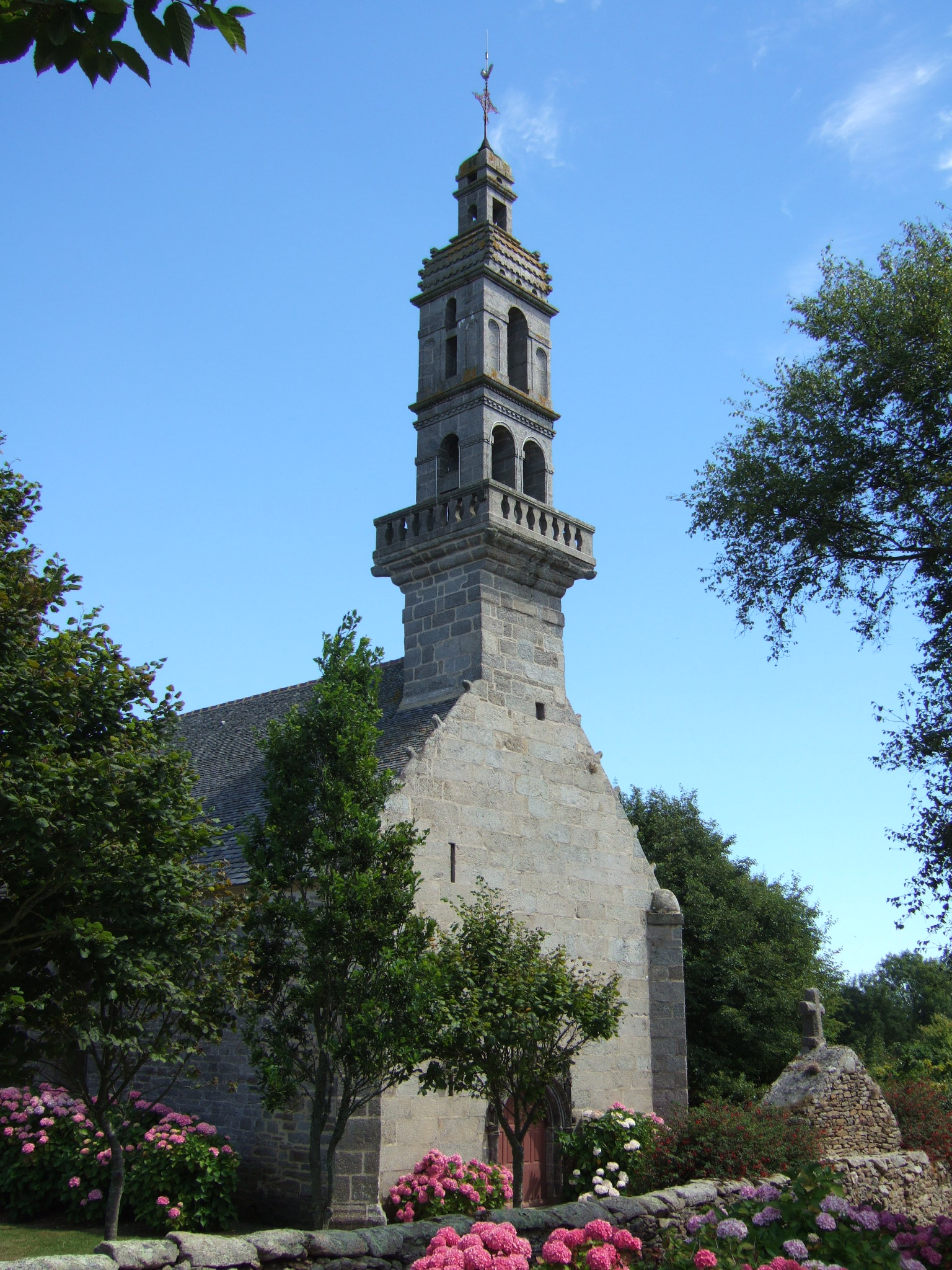
La chapelle Notre-Dame-de-Kersaint

Kersaint (Landunvez) est un village de la commune de Landunvez, à ne pas confondre avec la commune de Kersaint-Plabennec, également située dans le département du Finistère.

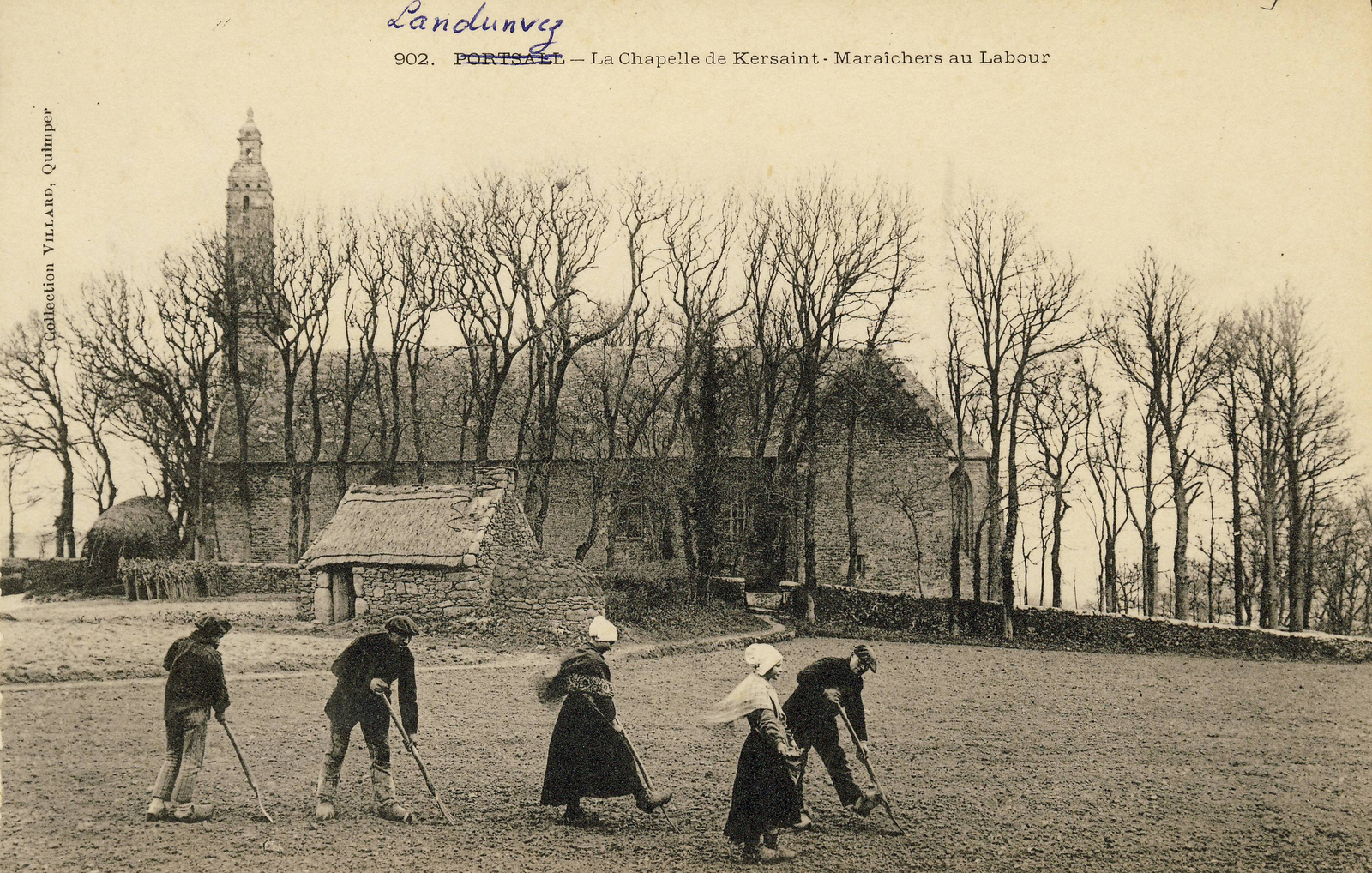
Maraîchers au travail près de la chapelle de Kersaint au début du XXe siècle.
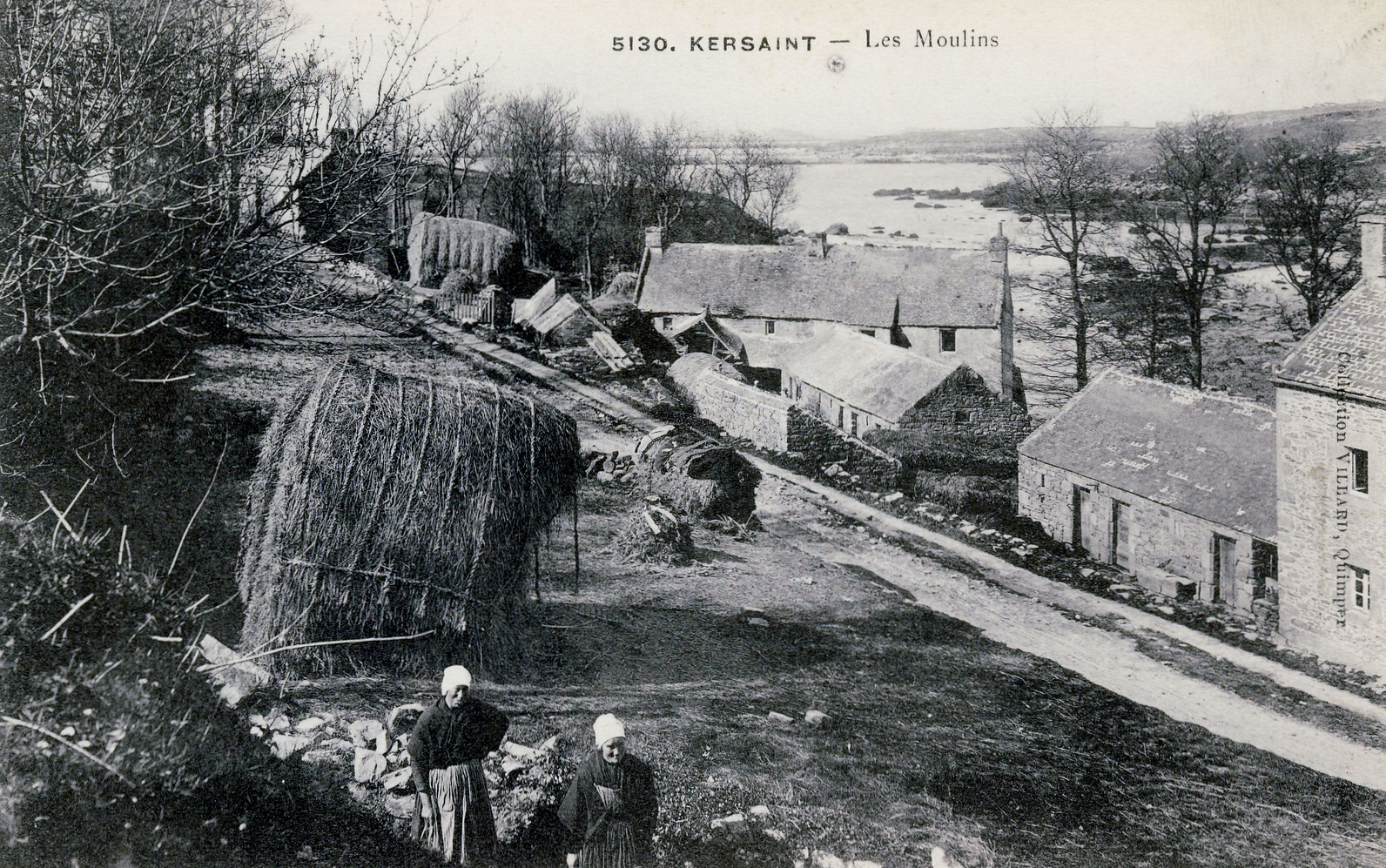
Le hameau des Moulins en Kersaint au début du XXe siècle.

Le village est connu surtout par sa chapelle Notre-Dame-de-Kersaint, ou Notre-Dame de Bon Secours (Itron Varia a Wir Zikour en breton) construite à la fin du XVe siècle par Tanguy V du Chastel et son épouse Marie du Pont-l'Abbé, en mémoire de saint Tanguy et sa sœur sainte Haude. La chapelle a été rénovée entre 1999 et 2002.
Dans le village se trouvent également la maison des chanoines apothicaires du XVIe siècle, la fontaine sainte-Haude et un viaduc de chemin de fer de la ligne Rufa - Porspoder reconverti en route.

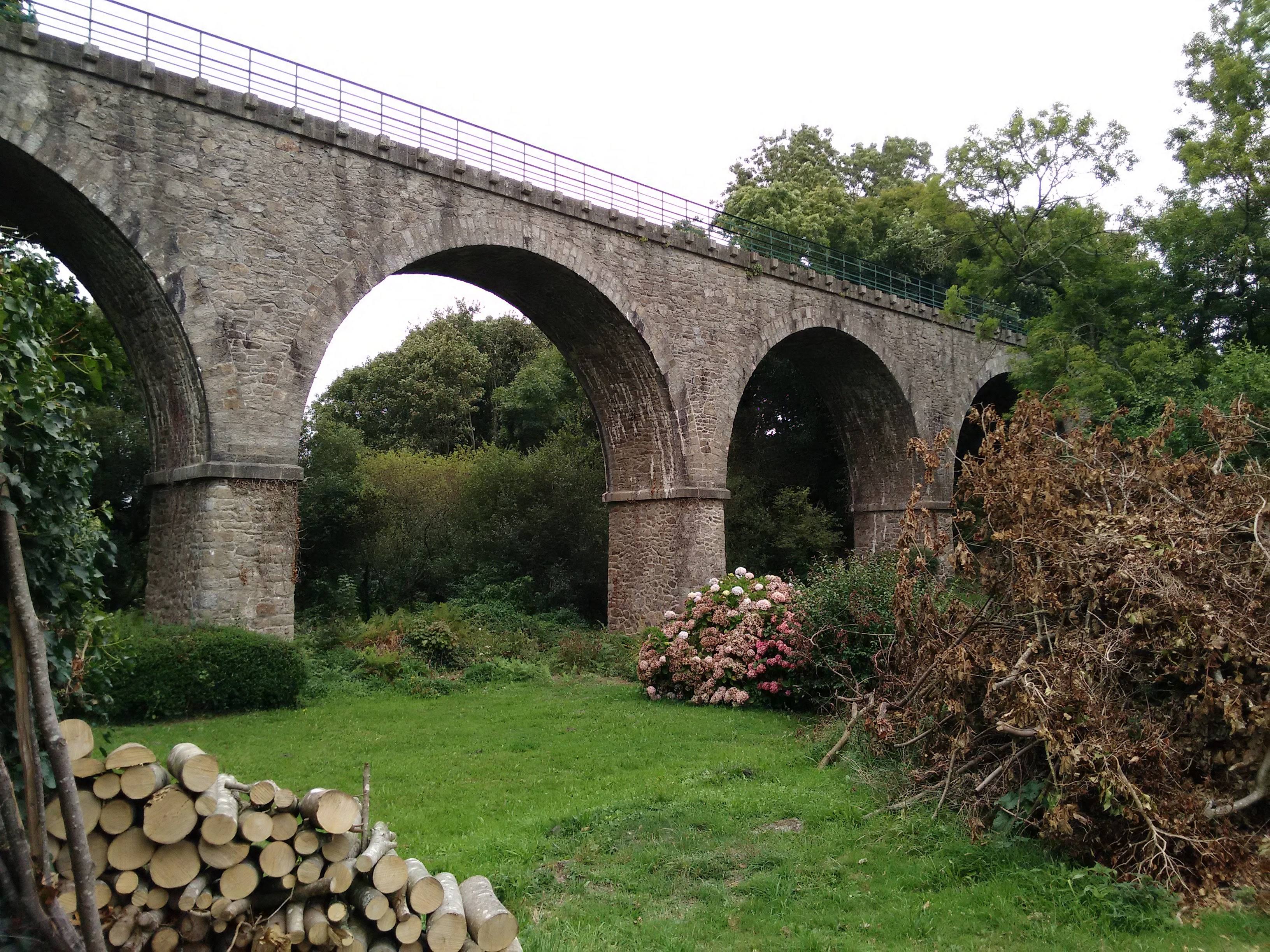
Viaduc
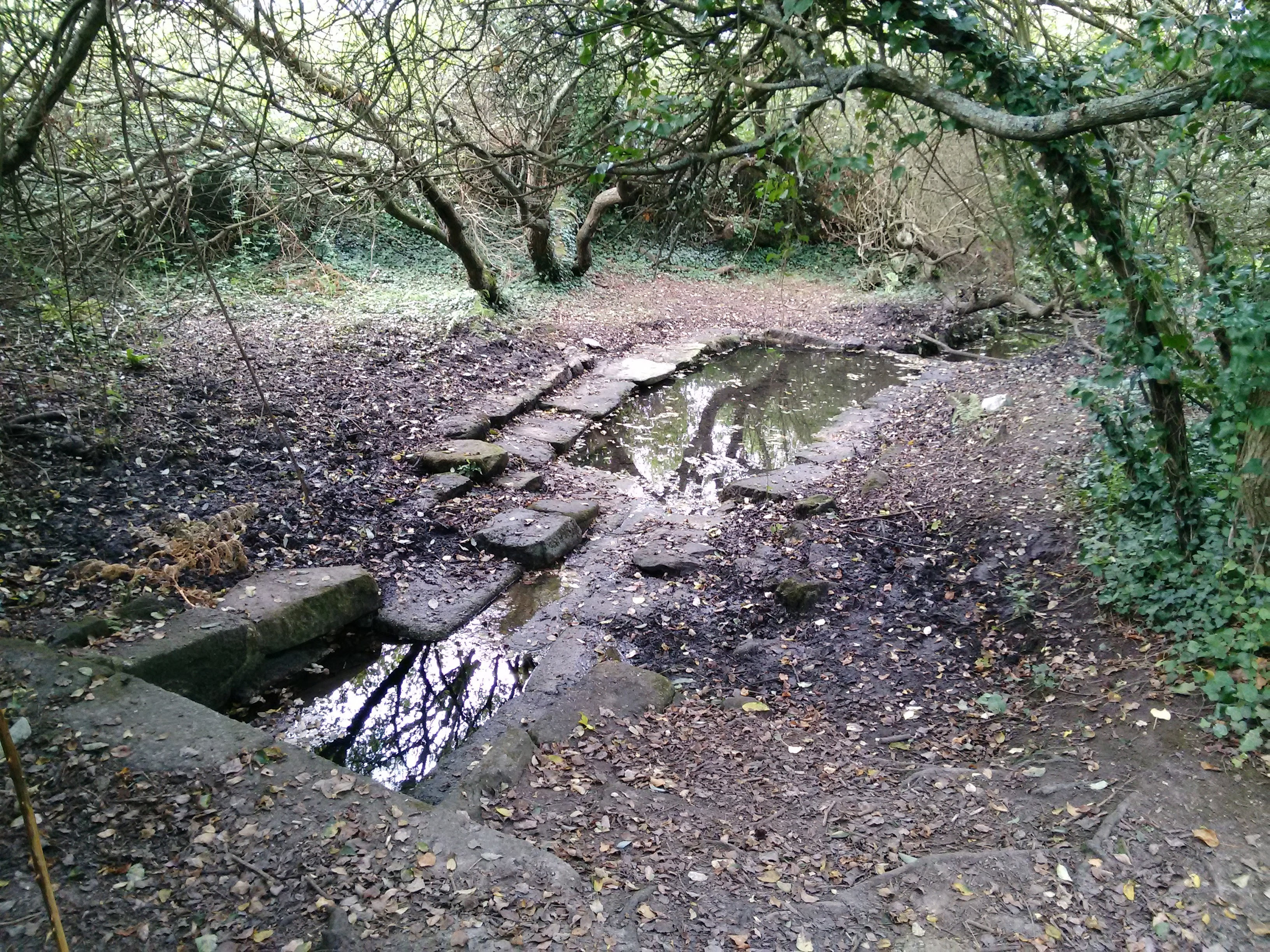
Fontaine sainte Haude
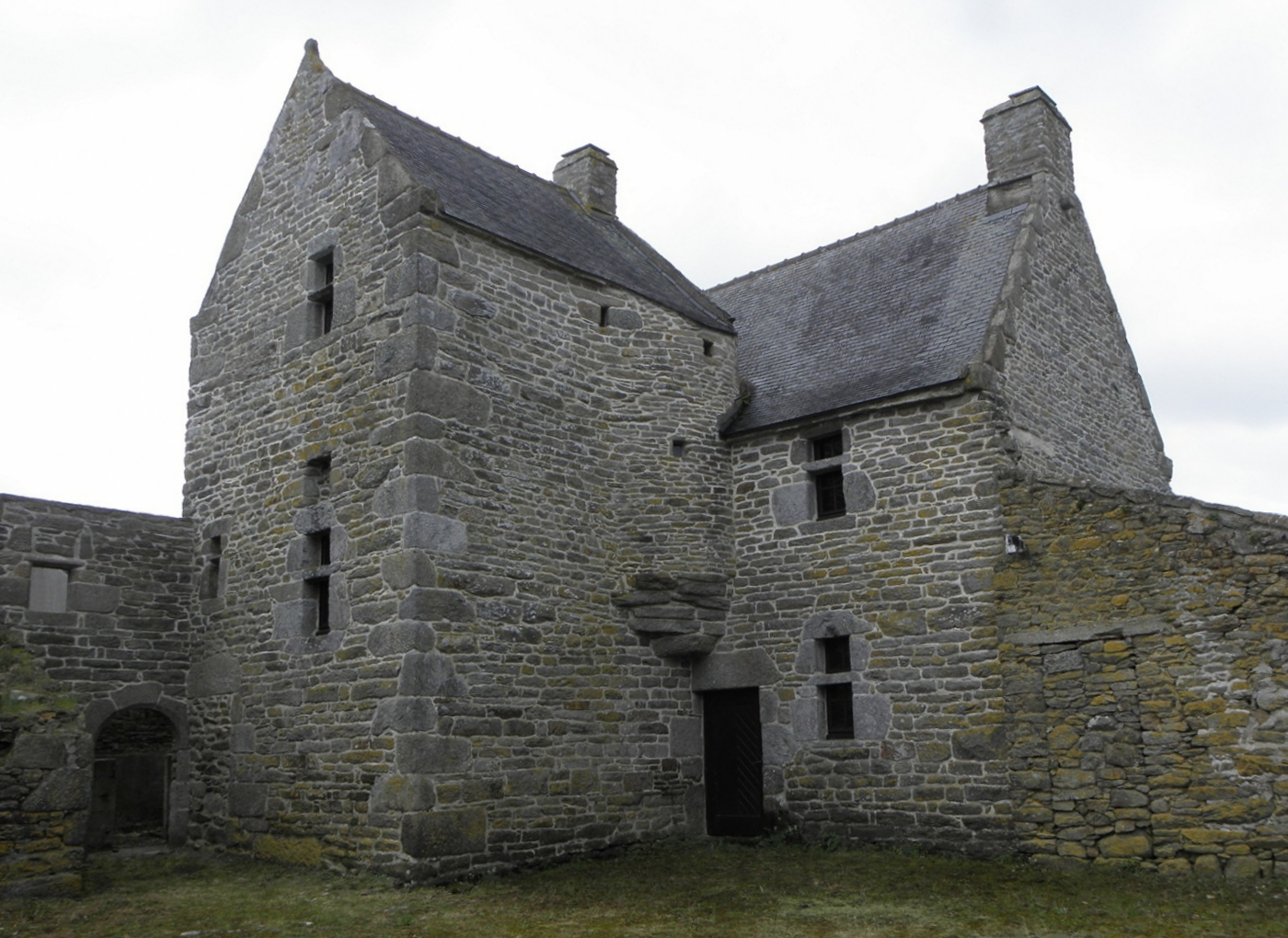
Maison des chanoines

## Histoire de la chapelle
Elle a pour patrons Notre-Dame de Bon Secours, saint Tanguy et sainte Haude ou Eodez.
Les poutres de la chapelle portent les armes des seigneurs de Carman et des Rohan.
Son clocher date de 1749, mais le reste de la chapelle est plus ancien (XVe siècle).
Jusqu'à la Révolution française, la chapelle de Kersaint fut desservie par un collège de chanoines qui habitaient à l'entrée du village de Kersaint. « Le bourg de Kersent [Kersaint] connaissait alors une grande animation. La collégiale de Notre-Dame-de-Vrai-Secours (Itron-Varia-Vir-Zikour), fondée en 1518 par Tanguy V du Chastel, était desservie par six chanoines qui y récitaient les heures canoniales (...) » et une messe y était chantée chaque jour. Ces chanoines, dont la nomination appartenait au seigneur du Chastel-Trémazan, demeuraient à Kersaint « chacun en sa maison », et les noms de leurs résidences sont restés jusqu'à aujourd'hui : Kerbriec, Kerguen, Kerazal, ar C'hastel-bihan, etc..
Pendant la Révolution française, la chapelle servit de grange à foin et fut rendue au culte en 1804. Le domaine fut partagé en 1827 entre plusieurs propriétaires.

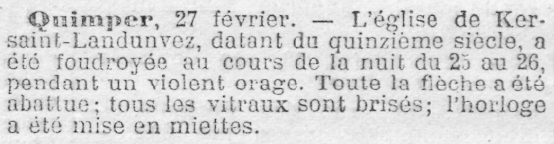
Entrefilet du journal La Lanterne du 1er mars 1903 évoquant les dégâts provoqués par la foudre dans la chapelle de Kersaint dans la nuit du 25 au 26 février 1903.

Transcription des plaques accrochées à l'intérieur de la chapelle (orthographe et typographie non corrigées) :
« Cette ancienne Collégiale de Ksaint-Témazan, vendue nationalement le 18 germinal, an V de la République, à [sic] été achetée par la famille BAZIL pour la soustraire aux usages profanes et la conserver au culte, et donnée, à titre purement gratuit, avec le cimetiere qui l'entoure, à la fabrique de Landunvez par Mme Vve BAZIL, le 3 octobre 1810 »

« La flèche du clocher de Notre Dame de Bon Secours de Ksaint en Landunvez a été abattue par la foudre le 23 Février 1903. Continuant l’œuvre de Mme BAZIL, qui avit racheté cette chapelle Collégiale pendant la Révolution, pour en faire don à la fabrique de Landunvez en 1810, sa famille a pris à sa charge la reconstruction de la flèche. Elle a été rétablie telle qu'elle existait avant l'accident.
« Les fidèles de la Paroisse, les descendants collatéraux de la famille du CHASTEL et quelques personnes étrangères à la localité ont généreusement fourni les fonds nécessaires à la restauration du corps de l'édifice et des vitraux »
Goulven GODEBERT, Président - François CALVEZ, Trésorier - François GODEBERT, Maire - Jean Marie LE ROUX, Recteur »

## Description de la chapelle
Cette description de la chapelle date de 1903 : 

« La chapelle a la forme d'une croix. Le transept gauche est occupé par la chapelle de la Vierge, celui de droite par la sacristie. La nef, sans bas côtés, est très simple, sans autre ornement que les poutres armoriées de la charpente. Les fenêtres sont de style gothique. Le transept est éclairé par une grande baie à rosace ornée de vitraux très ordinaires. Les fenêtres du chœur ont été (…) garnies de jolis vitraux représentant la légende de saint Tanguy; la grande fenêtre à rosace ouverte autrefois derrière l'autel est aujourd'hui murée. Sur les poutres sont sculptées les armes écartelées des Du Chastel et des Pont-l'Abbé, des Poulmic et des Carman. La grande porte, dont l'ogive est très abaissée, est encadrée de pilastres, d'où partent des guirlandes de fleurs et d'animaux finement sculptés qui forment un encadrement ogival orné au sommet d'un écusson des Du Chastel martelé pendant la Révolution. Les guirlandes se prolongent au-dessus de cet écusson et se terminent par un bouquet de feuillages. Le clocher sans grand caractère fut jeté bas par la foudre il y a dix-huit mois et aussitôt reconstruit. »

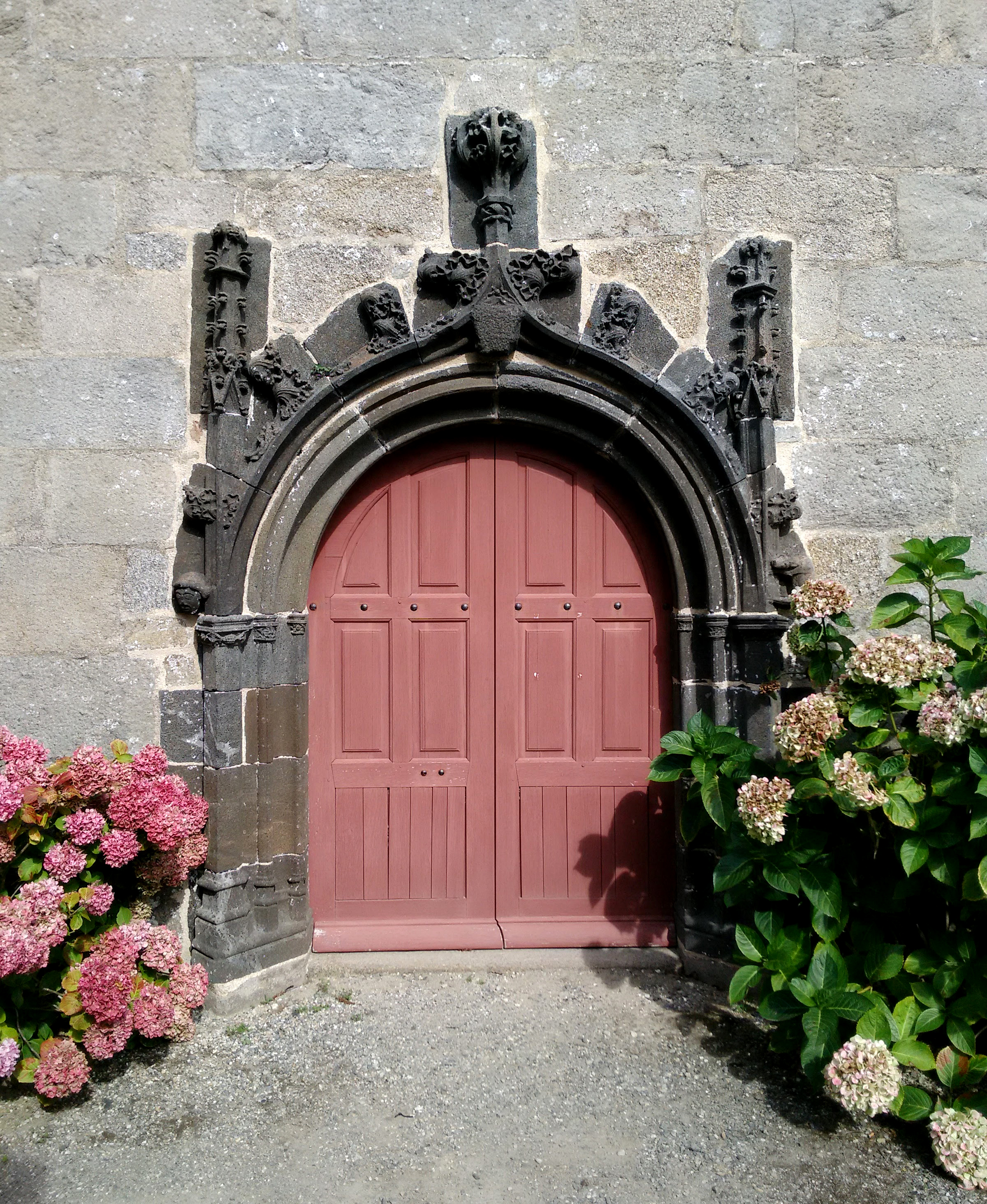
Chapelle de Kersaint - Portail
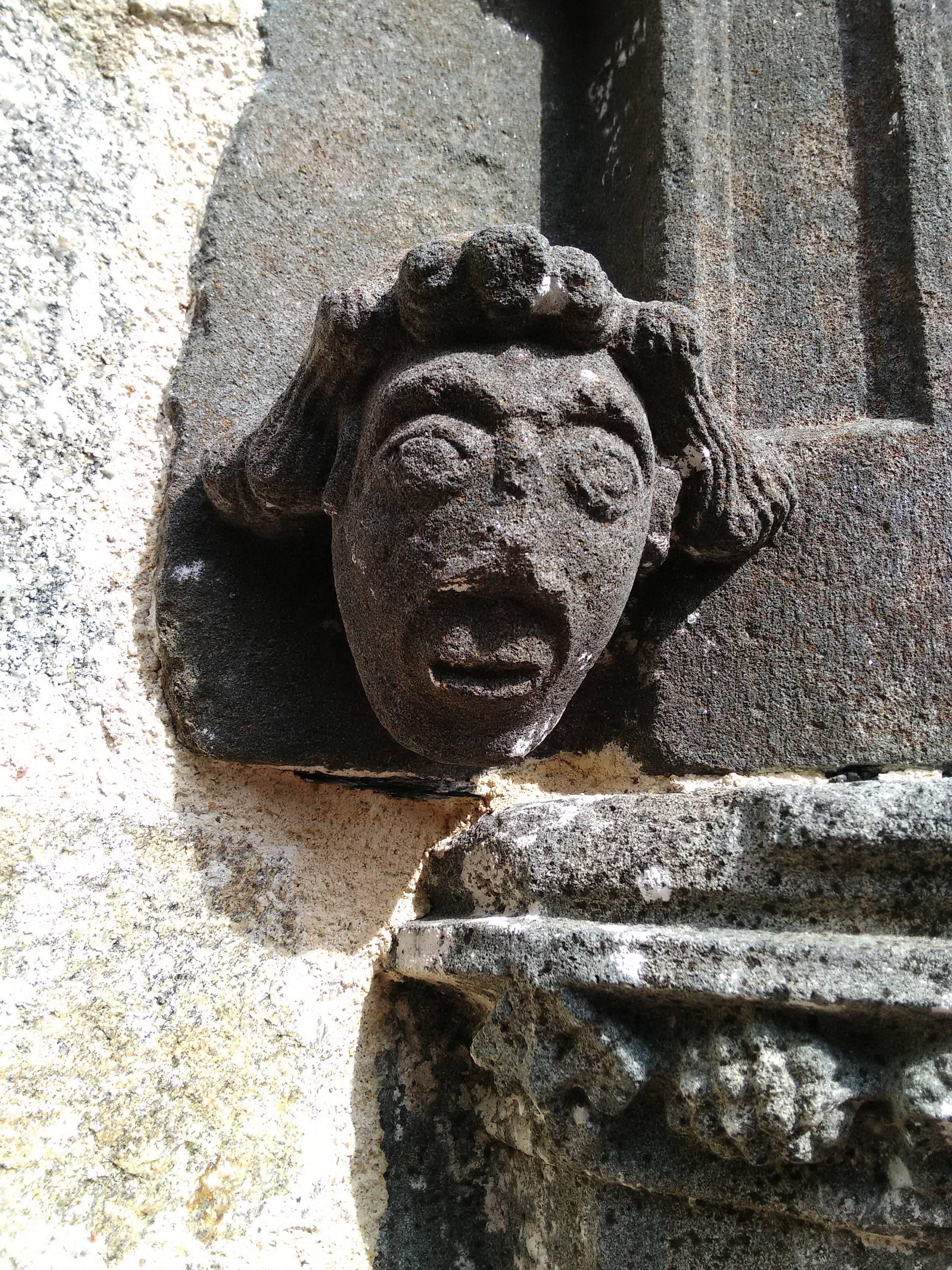
Chapelle de Kersaint - Détail du portail
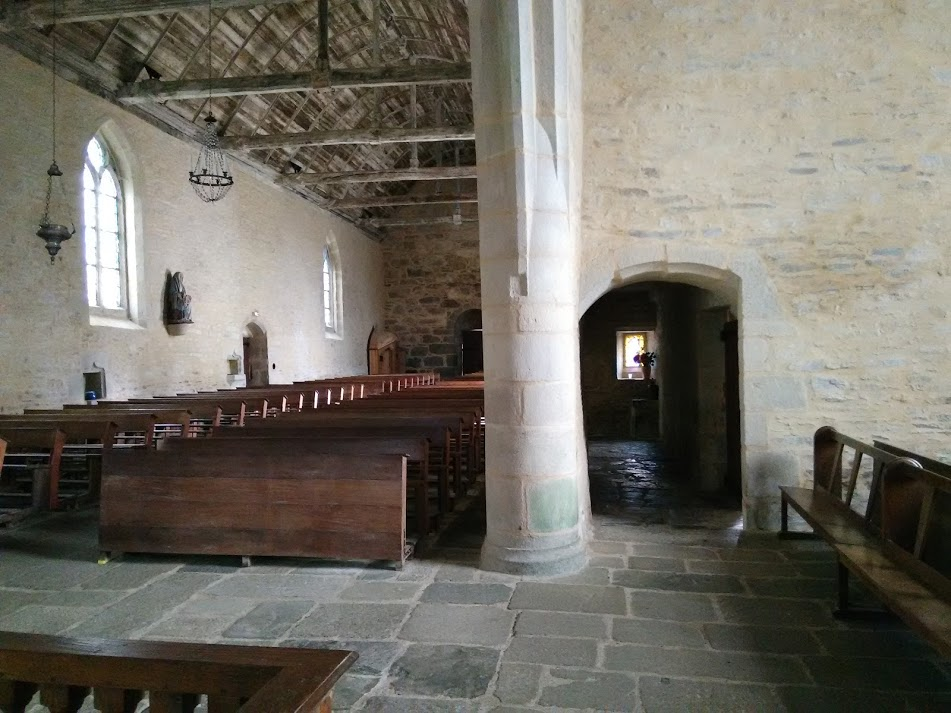
Chapelle de Kersaint - Intérieur, avec le couloir d'accès latéral
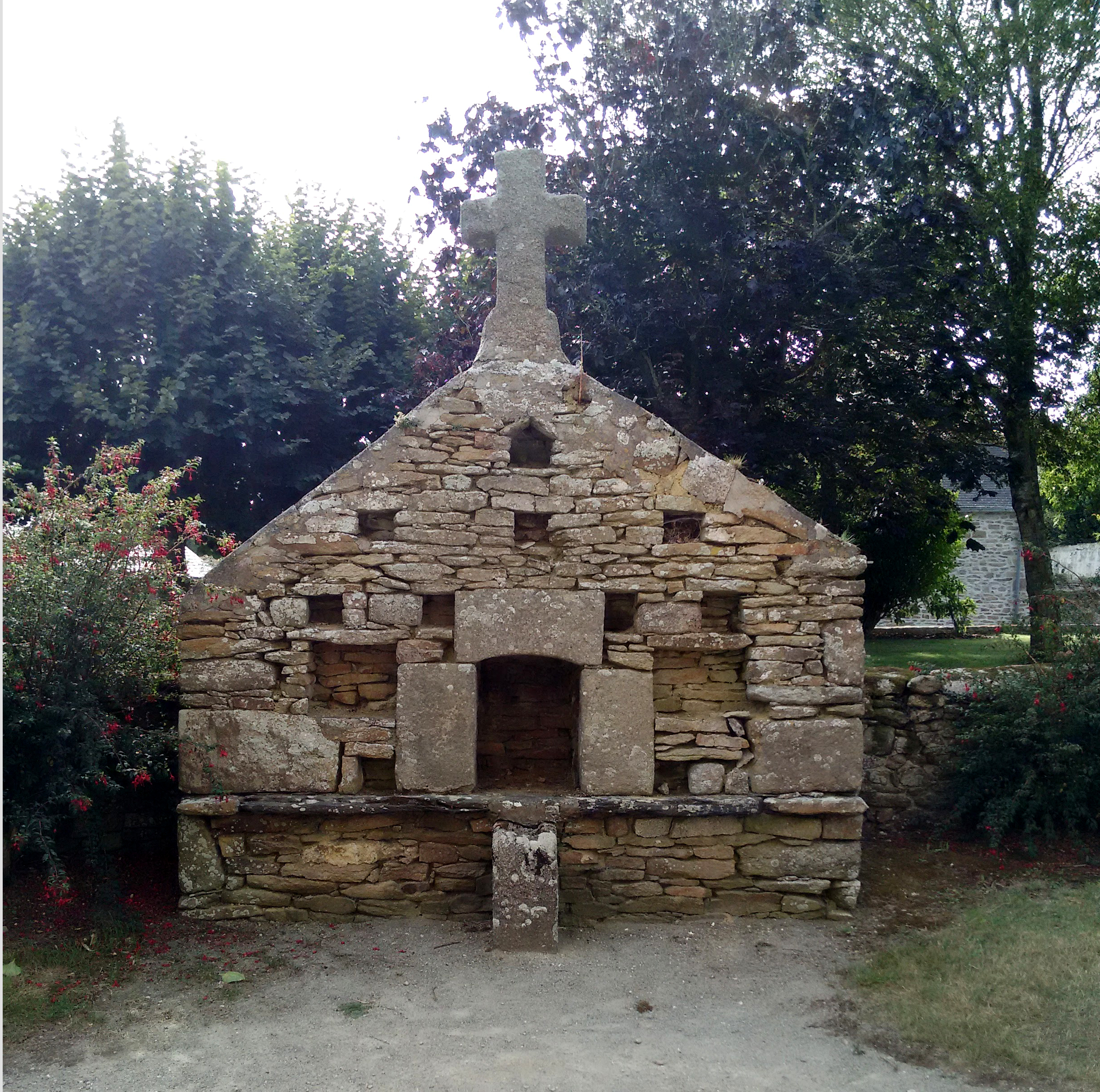
Chapelle de Kersaint - Ossuaire

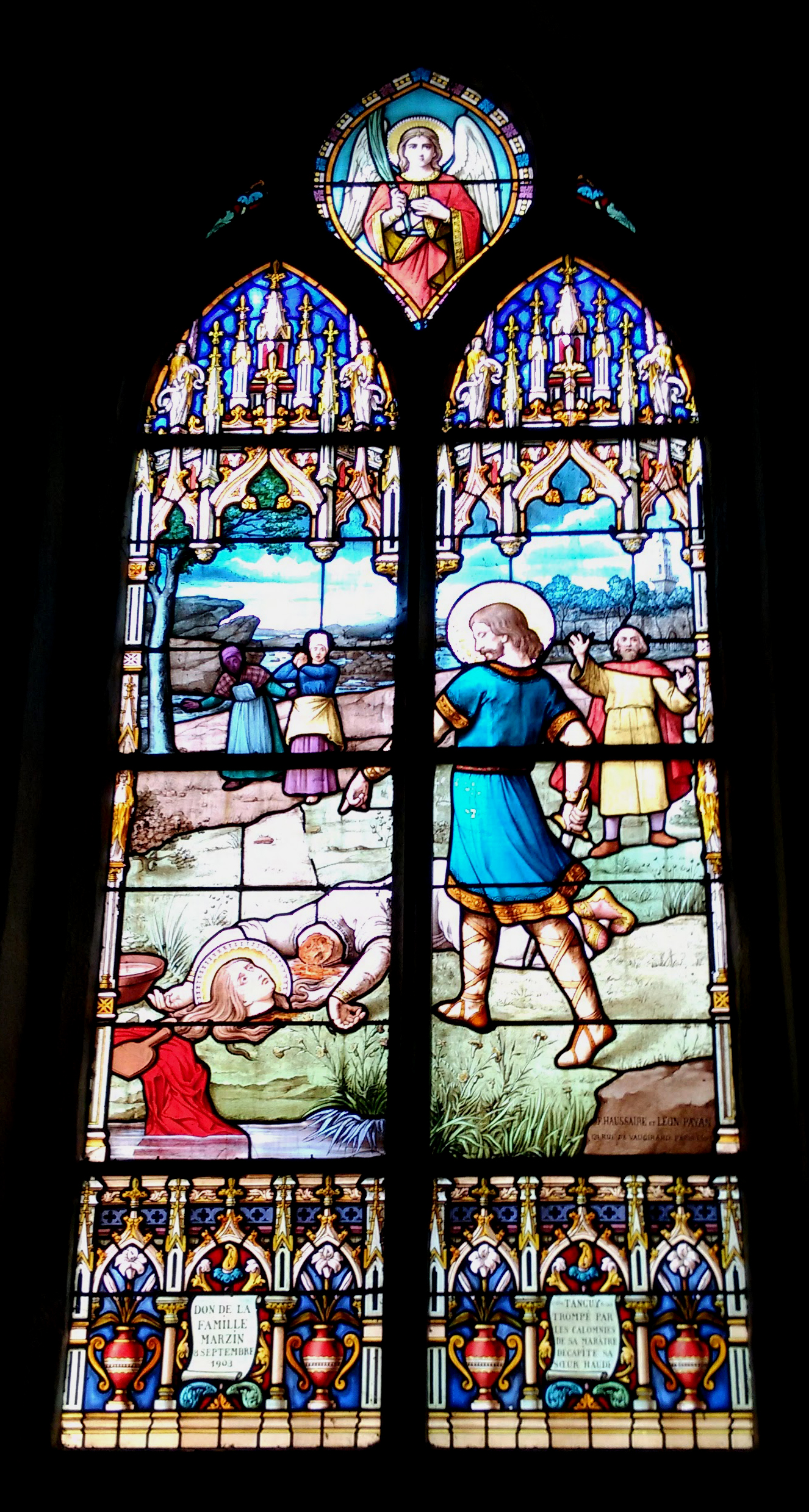
Tanguy trompé par les calomnies de sa marâtre décapite sa sœur Haude - don de la famille Marzin - 8 septembre 1903
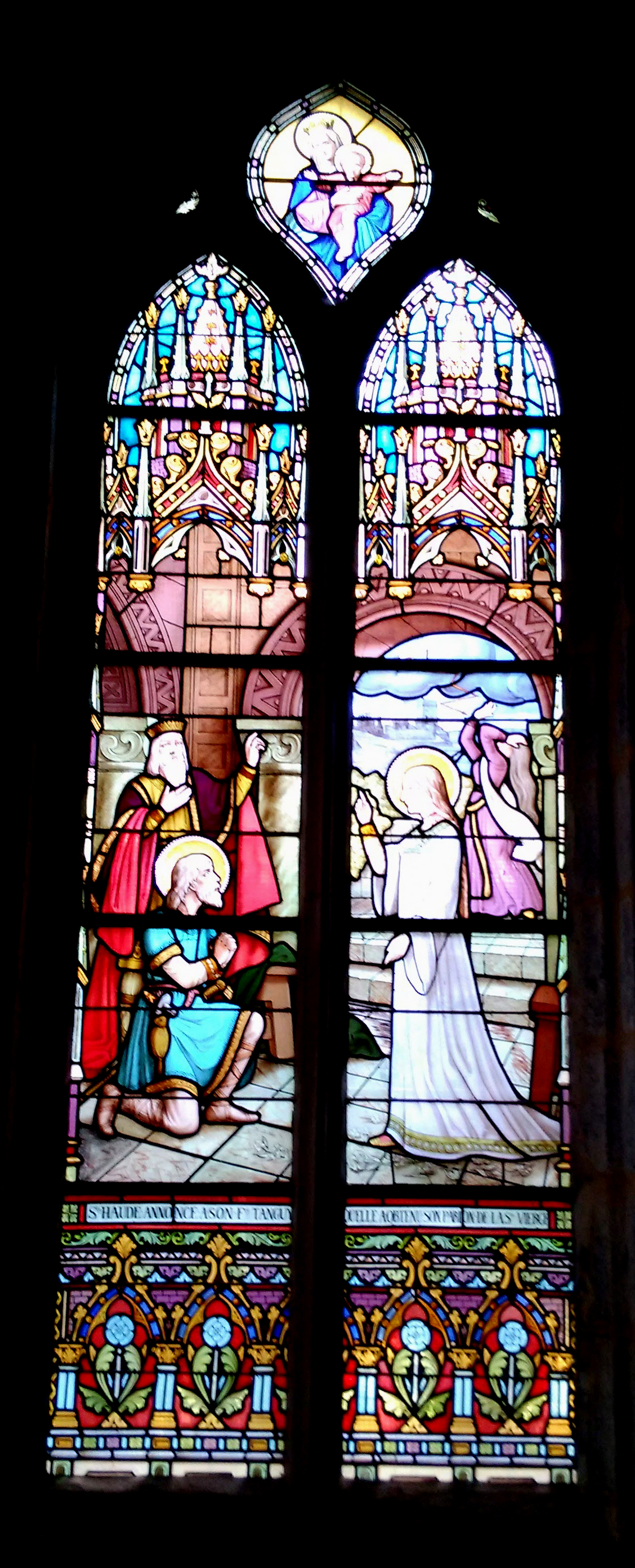
Sainte Haude annonce à son frère Tanguy qu'elle a obtenu son pardon de la sainte Vierge
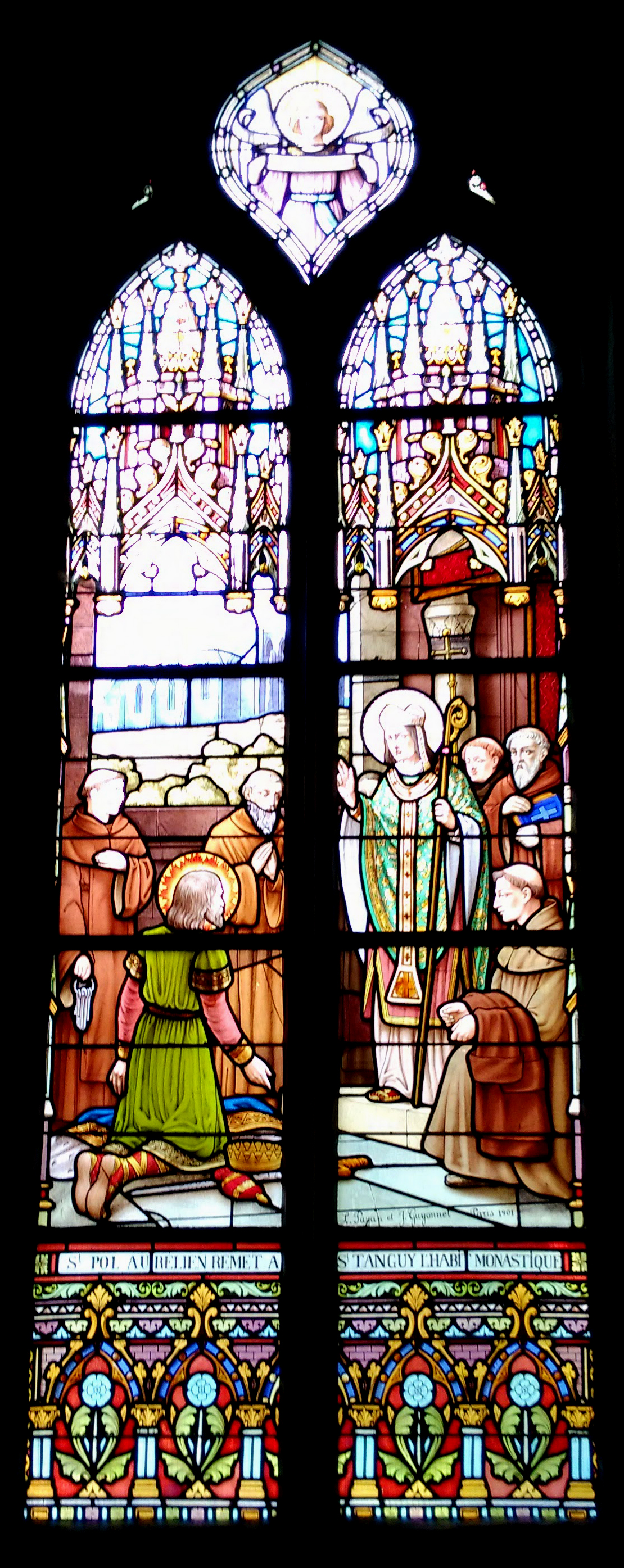
Saint Pol Aurélien remet à saint Tanguy l'habit monastique - L.Payan et J.Guyonnet - Paris 1901
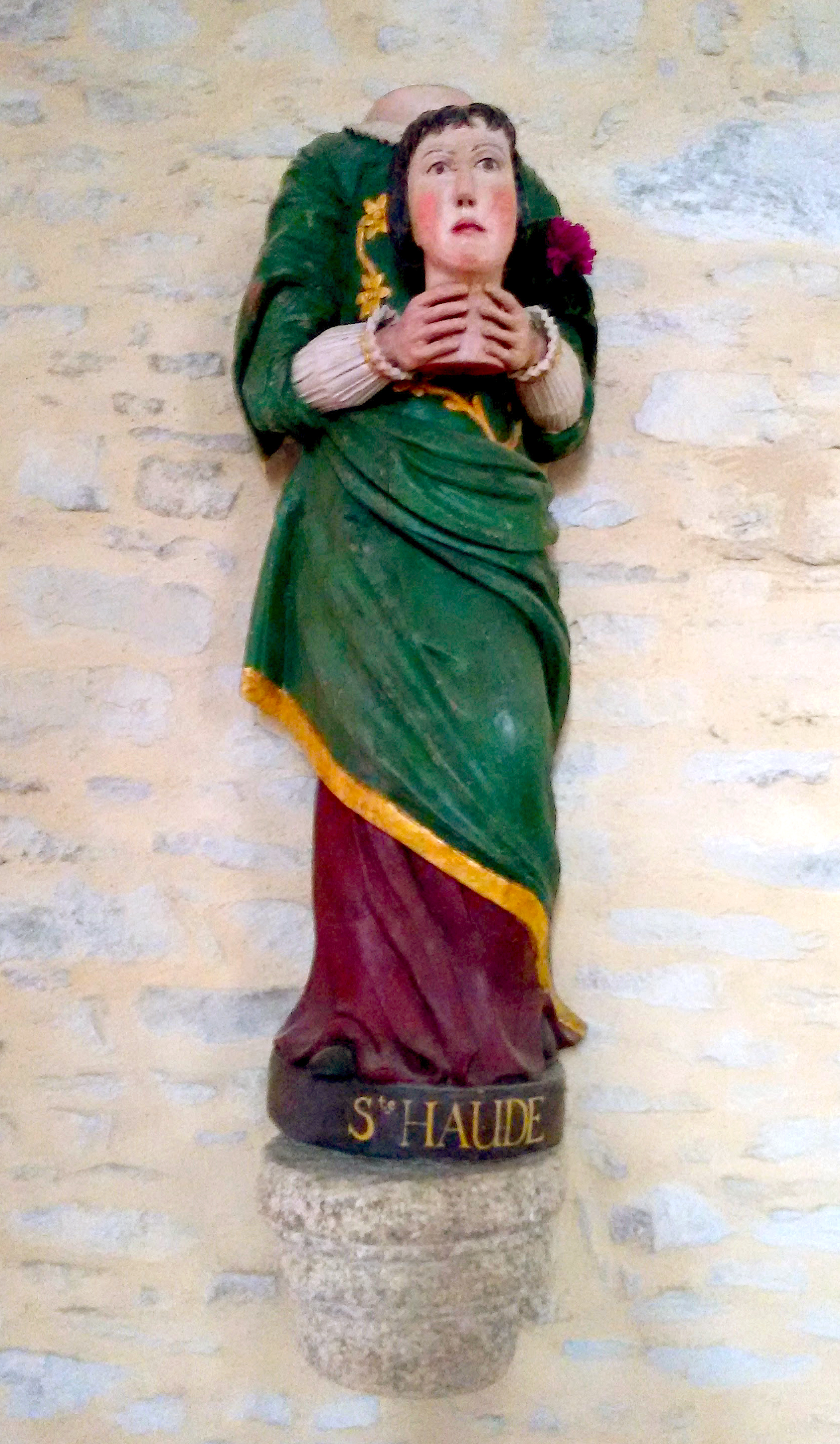
Sainte Haude
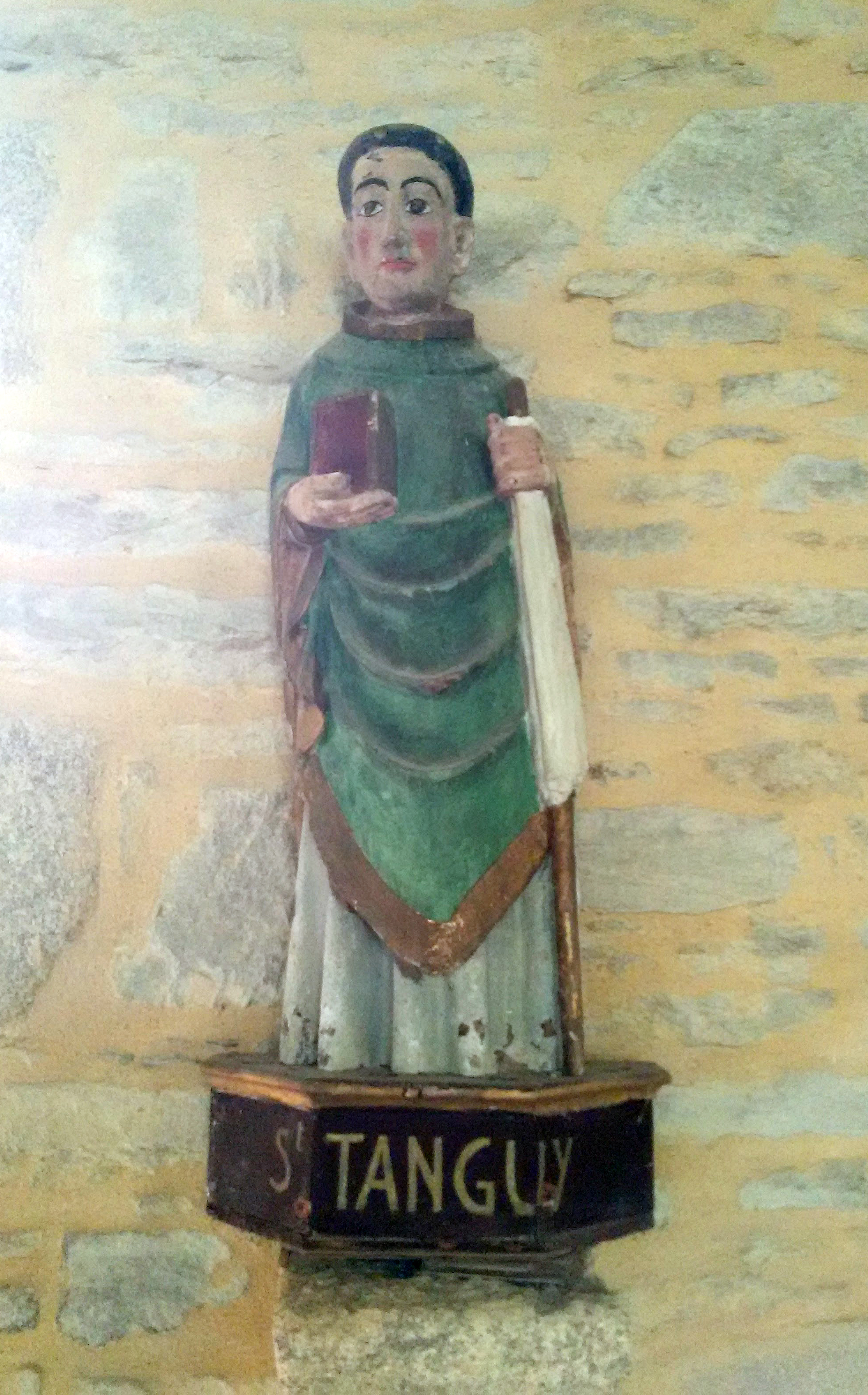
Saint Tanguy

## LeXIXesiècle
Kersaint est ainsi décrit à la fin du XIXe siècle :

« C'est plus loin que Brest, tout là-bas à la fin de la France, un bourg inconnu où, sous la garde d'un vieux château démantelé, vivent en liberté des chevaux dans des prairies ; les habitants, qui ne parlent pas français, sont d'une race de matelots, et ont, comme ceux de l'autre rive en Angleterre cette passion, l'ivresse ; ils se saoulent effroyablement avec des alcools de bois vendus dans les ports par des Allemands ; néanmoins des êtres doux, inoffensifs, rustres, des paysans de Millet, transplantés au bord de l'océan. »

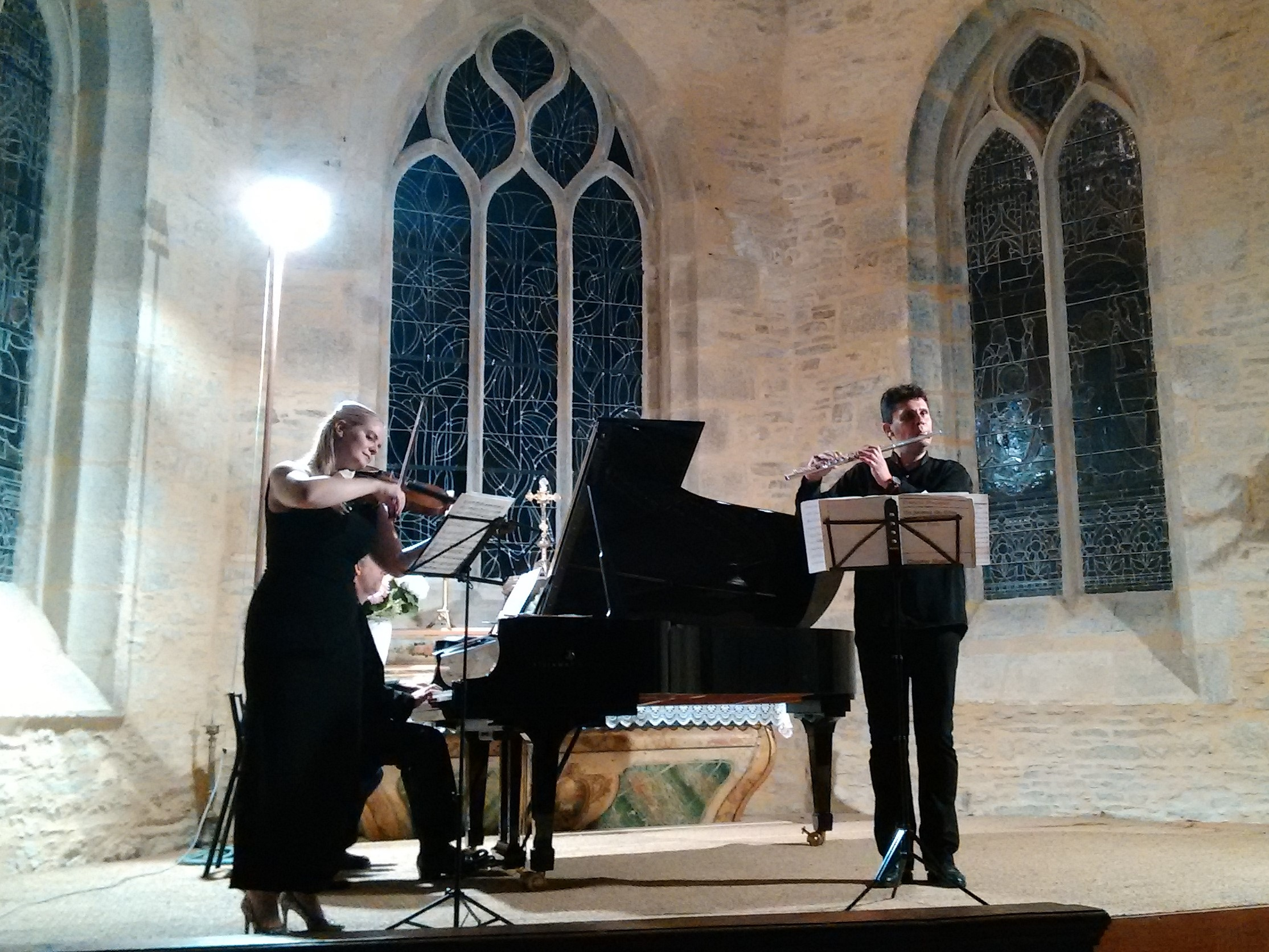
Concert du cycle musical de la chapelle de Kersaint en Landunvez - Solenne Païdassi, Vincent Lucas, Laurent Wagschal - 16/8/2017

L'affichiste et artiste Jules Chéret vint en vacances à Kersaint ; son excentricité et son mode de vie (il était par exemple escrimeur) surprirent les paysans de Kersaint.

## Culture
Depuis 1971, une association organise des concerts de musique classique l'été dans la chapelle de Kersaint, dont l'acoustique est excellente : le cycle musical de la chapelle de Kersaint,.